# Церковь Пресвятой Богородицы и Николая Чудотворца (Ментона)
Це́рковь ико́ны Пресвято́й Богоро́дицы «Все́х скорбя́щих Ра́дость» и Никола́я Чудотво́рца (фр. Eglise de Notre-Dame joie des affligés et Saint-Nicolas le Thaumaturge) — храм Западно-Европейской епархии Русской православной церкви заграницей, расположенный в городе Ментона (Франция).

## История

### Русский дом
В 1880 году было основано Русское Ментонское благотворительное общество (фр. Société russe de bienfaisance à Menton), находившееся под покровительством великой герцогини Анастасии Михайловны. Целью создания Общества была организация взаимопомощи русских подданных, проживавших в Ментоне, Бордигьере и Сан-Ремо, а также попечение о больных и скончавшихся.
Для осуществления цели Общества в начале 1892 года оно приобрело здание в одном из самых живописных и здоровых кварталов Карноле (фр. Carnoles). Приобретение Общества получило наименование «Русский дом» (фр. Maison Russe).
В четырёхэтажном здании находятся 32 комнаты. Вокруг него был устроен сад из лимонных, апельсиновых и оливковых деревьев, пальм, олеандров, гелиотропов, роз, кактусов и др. В Доме проживали исключительно русские.
Впоследствии для размещения тяжелобольных и умирающих была приобретена вилла Инномината (фр. Innominata), рассчитанная на 5 человек.
При Русском доме было создано Братство во имя святой великомученицы Анастасии.

### Церковь
После устройства Русского дома, Общество решило построить церковь.
Закладка храма состоялась 5 (17) июня 1892 года. Постройка храма производилась по плану и под руководством архитектора Г.-Г. Терслинга.
24 ноября (6 декабря) 1892 года состоялось освящение храма во имя иконы Божией Матери «Всех скорбящих Радость» и святителя Николая Чудотворца. Чин освящения возглавил настоятель Ниццкой церкви протоиерей С. Г. Любимов.
В 1903 году приход получил самостоятельность. До появления храма в Сан-Ремо в Ментону приезжали молиться также русские, отдыхавшие на итальянской Ривьере. В 1912 году для духовенства вблизи храма был куплен отдельный дом.
22 ноября 1918 Синод на время закрыл церковь «ввиду бедственного положения причта». В 1925 года настоятелем храма, который отныне обслуживал, главным образом, обитателей «Русского дома», стал протоиерей Григорий Ломако. Вероятно, при нём несколько больших икон в интерьере написал парижский художник А. А. Бенуа.
Во время Второй мировой войны сильно пострадал фасад и купол церкви. В послевоенные годы в Ментоне продолжал служить протоиерей Владимир Пляшкевич, скончавшийся в 1957 году. Следующим настоятелем был протоиерей Николай Цветков, в прошлом инженер-строитель. Его стараниями в 1958 году церковь была отреставрирована. В 1976 году он скончался. В 1988 году настоятелем стал священник сербского происхождения Милинко Пурич.
По состоянию на 2005 года местная православная община составяляла около 80 человек и включала в себя всех православных, живущих в курортном городе. В летний сезон количество православных увеличивалось за счёт отдыхающих, но не из России, так как Ментона не привлекала русских туристов и курортников.
При участии ассоциации святой Анастасии и французских властей был произведен полноценный ремонт фасада здания, обновлена позолота креста на куполе.
18 ноября 2016 года архиепископ Женевский Михаил (Донсков) в присутствии мэра города, прихожан и гостей совершил освящения стен храма.

## Архитектура, убранство
Церковь небольшого размера (высота — 22 метра); выдержана в стиле русских церквей XVII—XVIII веков. Она примыкает к самому Дому.
Крыша храма — двухскатная, покрыта черепицей. Над алтарём, обращённом к юго-востоку, возвышается купол, украшенный колонками и цветными изразцами. Купол увенчан главкой с крестом.
В храм ведут три входа: из Русского дома, из сада в храм и в алтарь. Над входом в алтарь находится образ Спасителя, над которым устроен деревянный навес.
На алтарной стене (с внешней стороны) — образ Царицы Небесной с подписью: «Милосердия двери отверзи нам, благословенная Богородице!».
Внутри храм имеет в длину 12, в ширину — 7,5, в высоту — 9 метров.
Одноярусный иконостас сделан в византийском стиле IX века из каррарского мрамора. Местные иконы были написаны князем Григорием Григорьевичем Гагариным. Сохранились воспоминания В.Ч.,писавшего, что последние месяцы своей жизни Г.Г.Гагарин работал над иконостасом для церкви Пресвятой Богородицы в Ментоне. Возможно, часть икон — из домашней церкви принца Ольденбургского (Санкт-Петербург). Запрестольный образ Воскресения Христова написал вице-консул Н. И. Юрасов.
Ризницу храма составила утварь и одежды из походной церкви королевы Ольги Николаевны и Баденской церкви. Кроме того, в ризницу были пожертвования от принцессы Евгении Максимилиановны Ольденбургской, В. К. Саблера и других.